# Perenethis sindica
Perenethis sindica är en spindelart som först beskrevs av Simon 1897.  Perenethis sindica ingår i släktet Perenethis och familjen vårdnätsspindlar. Inga underarter finns listade i Catalogue of Life.